# Métabolite
Un métabolite est un composé organique produit intermédiaire ou final du métabolisme. Ce terme est en général réservé aux petites molécules et aux monomères, par opposition aux macromolécules. Ainsi, le glucose est un métabolite, contrairement au glycogène, qui est un polysaccharide de poids moléculaire très élevé.
Les métabolites apparaissent dans la plupart des fonctions biologiques : gestion de l'énergie, marquage, effet de stimulation ou d'inhibition du fonctionnement enzymatique, interactions entre organismes...

## Classification
On distingue les métabolites dits primaires des métabolites dits secondaires.
- Les métabolites primaires sont directement impliqués dans les processus indispensables au développement normal et à la reproduction de la cellule. Ce sont par exemple des acides aminés, des acides carboxyliques, des alcools, des antioxydants, des nucléotides, des polyols ou encore des vitamines.

- Les métabolites secondaires ne participent pas directement aux processus vitaux de la cellule, mais assurent néanmoins des fonctions écologiques importantes. Ce sont par exemple les antibiotiques et les pigments. Chez les plantes, les métabolites secondaires sont importants à la survie et à la propagation de l'espèce. Ils jouent chez celles-ci différents rôles, comme des phéromones ou des signaux chimiques permettant à la plante de s'adapter à l'environnement, de moyens de défense contre les herbivores, les pathogènes ou les compétiteurs. D'autres protègent la plante des radiations solaires ou encore facilitent la dispersion du pollen et des graines[1].
  - La nicotine est un métabolite secondaire issu de la dégradation d'une molécule indispensable à la photosynthèse, donc à la vie des plantes vertes. Mais cette nicotine n'est pas directement utile pour la survie du plant de tabac. En outre, la nicotine n'est présente que chez des plantes à fleurs, évoluées.
  - Le taxol issu de l'if est un métabolite secondaire : c'est le dérivé d'une molécule nécessaire à la synthèse des membranes des cellules et de certains pigments de la photosynthèse.

## Métabolites en toxicologie, écotoxicologie, et écologie
Le toxicologue, l'écotoxicologue et l'écologue s'intéressent aux métabolites des toxiques inhalés, ingérés ou dispersés dans l'environnement en tant qu'indicateurs d'une contamination ou d'une pollution, ou en raison de leur toxicité parfois plus aiguë que la molécule mère dans le cas de certaines molécules chimiques : le monométhylmercure et le diméthylmercure sont ainsi beaucoup plus toxique et bioaccumulable que le mercure métallique pur. 
Dans certains cas, on ignore encore si des molécules problématiques retrouvées dans le sol, l'air, l'eau sont de simples résidus de dégradation physique, par exemple sous l'effet des UV, ou s'il s'agit réellement de métabolites issus du métabolisme des plantes, animaux, champignons ou bactéries susceptibles de les dégrader. Dans d'autres cas, les métabolites ont pour origine certaine les pesticides (« produits phyto-sanaitaires »).